# Dianthus alpinus
Dianthus alpinus es una especie de planta perteneciente a la familia Caryophyllaceae.

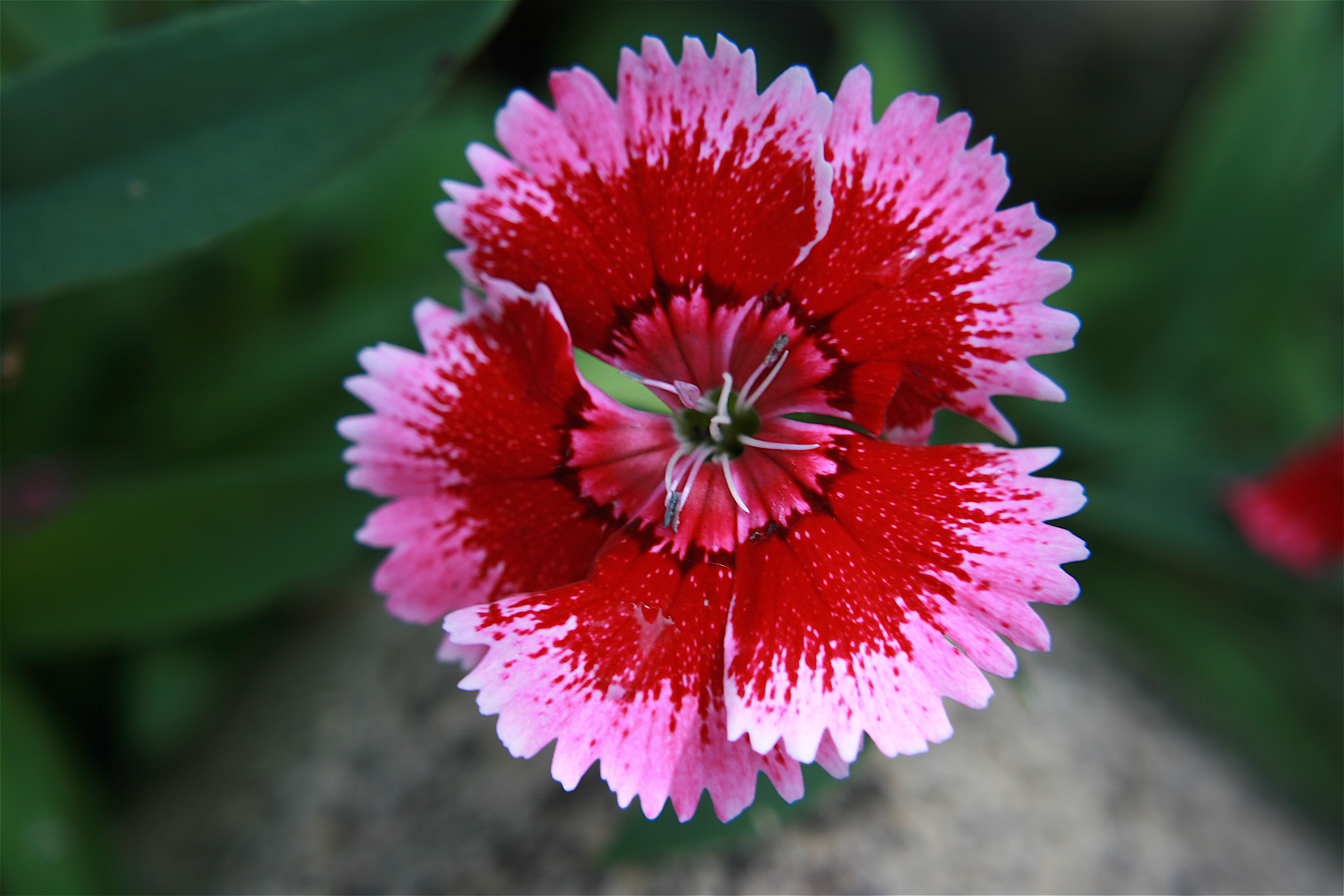
Cultivar

## Descripción
Es una planta herbácea perennifolia que alcanza un tamaño de aproximadamente 2 a 10 centímetros de altura. Las hojas son lanceoladas a linear-lanceoladas y miden de 15 a 25 milímetros de largo y cerca de dos a cinco milímetros de ancho. Las flores son hermafroditas sin perfumes, de dos a tres centímetros de diámetro. Los pétalos con bordes dentados pétalos son de color carne. La garganta es de color morado oscuro jaspeado y negro. El fruto es una cápsula más corta que el cáliz.
Florece de junio a agosto. Tiene un número de cromosomas de 2n = 30.

## Distribución y hábitat
La planta tiene preferencia por la piedra caliza y es endémica del noreste de los Alpes en la Alta y Baja Austria y Estiria. La planta crece en altitudes de 1000 a 2300 metros sobre el nivel del mar, pero se encuentra aislada en acarreos hasta los 700 metros.

## Taxonomía
Dianthus alpinus fue descrita por Carlos Linneo y publicado en Species Plantarum 412. 1753.
Etimología
Dianthus: nombre genérico que procede de las palabras griegas Diós («de Zeus») y anthos («flor»), y ya fue citado por el botánico griego Teofrasto.
alpinus: epíteto latino que significa "alpino, de las montañas".